# 按針祭海の花火大会
按針祭海の花火大会（あんじんさいうみのはなびたいかい）は、静岡県伊東市のオレンジビーチで行われる花火大会である。徳川家康の外交顧問を務めたイギリス人（三浦按針）が、伊東の松川（伊東大川）河口で日本最初の洋式帆船を建造したことを記念した祭り「按針祭」の最後を飾る伊東市最大のイベントである。

## 特徴
- ラストに打ち上げられる一尺五寸玉（15号玉）や、幅約500mにおよぶ空中ナイアガラなど、伊豆最大の花火大会。
- 日本籍では最大のクルーズ客船「飛鳥II」も花火鑑賞に訪れる。

## 観覧場所
- ホテルサンハトヤ、伊東マリンタウン、オレンジビーチ、なぎさ公園、新井堤防など海岸線すべてがビュースポット。
- なぎさ公園と観光会館前に有料観覧席も用意されている。
- ホテル聚楽、ハトヤホテルなどの高台にあるホテル。

## その他
- 有料観覧席近くの松川沿いには夜店が並び、花火開始前から終了まで人であふれる。
- 伊東市のケーブルテレビ放送局、CVA（シーブイエー）で、花火大会の模様が生中継される。（2012年度からは伊豆急ケーブルネットワーク（IKC）との共同制作を実施）

## アクセス方法

### 電車
- 伊東駅から徒歩5分
伊豆急行では、開始前・終了後に臨時列車を運転
JR東日本では、これまで臨時列車は終了後の伊東発小田原行きのみだったが、2012年は臨時快速列車が開始前・終了後に横浜 - 伊東間を運転した。

### 車
- 会場周辺には駐車場が少ないが、近隣の小学校の校庭が無料駐車場として開放される。

## 交通規制
- 伊東パウエルから新井油正交差点まで国道135号線バイパスは車両通行止めとなる。（19:00 - 21:30）